# Spaycific'Zoo
 (mars 2025).
Motif : sources secondaires centrées et pérennes mais d'audience seulement régionale, soupçon de TI et de promotion par une pcW, désacord non réglé en PdD
- Archive Wikiwix
- Bing
- Cairn
- DuckDuckGo
- E. Universalis
- Gallica
- Google
- G. Books
- G. News
- G. Scholar
- Persée
- Qwant
- (zh) Baidu
- (ru) Yandex
- (wd) trouver des œuvres sur Wikidata

| 1. | Préciser le motif de la pose du bandeau. | Précisez le motif de la pose du bandeau en utilisant la syntaxe suivante : {{admissibilité à vérifier\|date=août 2025\|motif=remplacez ce texte par le motif}}                     |
| 2. | Informer les utilisateurs concernés.     | Pensez à avertir le créateur de l'article, par exemple, en insérant le code ci-dessous sur sa page de discussion : {{subst:avertissement admissibilité à vérifier\|Spaycific'Zoo}} |

 (janvier 2025).
 (juin 2024).
- Si vous ne connaissez pas le sujet, laissez ce bandeau (vous pouvez alors contacter les auteurs).
- Si vous supprimez le contenu mis en cause (vous pouvez préalablement contacter les auteurs),

argumentez précisément cette suppression dans la page de discussion
(un manque de référence n'est pas un argument ; une recherche réelle de référence doit avoir été effectuée, être formellement documentée).
 (juin 2024).

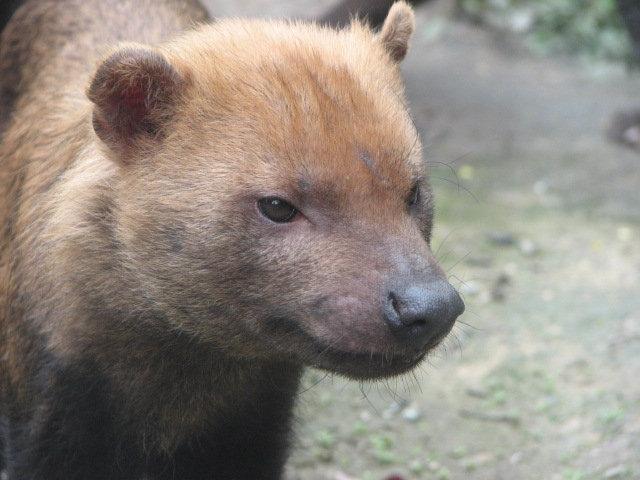
Un chien des buissons du parc.

Le Spaycific'zoo ou zoo de Spay est un parc zoologique situé à Spay (Sarthe).

## Historique
Il a été créé en 1989 sous la dénomination du « jardin des oiseaux ». Depuis 2008, le parc présente plus de 600 animaux (autant d'autres animaux que d'oiseaux) sur 6 ha. En 2022, ce sont 1 000 animaux de 150 espèces différentes qui sont présents.
En juillet 2025, un gibbon à mains blanches naît au zoo.

## Particularités

### Les volières
La volière africaine est la deuxième plus grande volière africaine de France avec une surface de 2 500 m2 et 12 m de haut (derrière le Bioparc de Doué-la-Fontaine avec 4 000 m2 et 20 m de haut). Elle permet d'observer en vol des marabouts dont l'envergure est de près de 3 m voire les pélicans blancs qui, quant à eux, peuvent atteindre 3,5 m d'envergure. Cette volière comprend aussi une colonie d'ibis sacrés d'Égypte, de cormorans à poitrine blanche et d'ouettes d'Égypte.
La volière sud-américaine, ouverte en 2024, présente des aras et des ibis rouges.

### La serre des tisserins
Cette grande volière très plantée permet de découvrir les tisserins africains. De juin à septembre les mâles construisent des nids en forme de boule.

### L'exotarium
Cet espace tropical avec une zone diurne et une zone nocturne permet de découvrir une grande diversité animalière : insectes, mygales, crustacés, gastéropodes, batraciens, reptiles, oiseaux et mammifères.
Parmi les animaux rares du parc, on peut citer les tatous avec trois espèces présentées : le tatou velu, le tatou à six bandes et le tatou à trois bandes qui peut se mettre en boule pour se défendre.

### Le parcours zoolympique
Ce parcours de jeux interactifs permet aux enfants de se comparer aux animaux dans le cadre de petites épreuves sportives. 

### La zone australienne
Ce secteur du parc permet d'aller à la rencontre des wallabies en liberté qui pour certains peuvent être approchés de très près. Cette zone comprend aussi les dingos « chiens sauvages australiens ». Parmi les raretés du parc les kéa, perroquets de Nouvelle-Zélande aussi facétieux que malins.

## Incident
En janvier 2010, un serval s'échappe du zoo en raison d'une panne de sa clôture électrique ; il est capturé dans un piège près d'une ferme où il avait pris l'habitude de tuer le petit bétail, une semaine plus tard. Cet incident a amené le zoo à modifier l'enclos du félin.